# Tuerta argyrochlora
Tuerta argyrochlora är en fjärilsart som beskrevs av Robert H. Carcasson 1964. Tuerta argyrochlora ingår i släktet Tuerta och familjen nattflyn. Inga underarter finns listade i Catalogue of Life.